# Выселки (Краснодарский край)
Вы́селки — станица в Краснодарском крае, административный центр Выселковского района и Выселковского сельского поселения.
Станция Выселки Краснодарского региона Северо-Кавказской железной дороги

## География
Выселки находятся в центре Краснодарского края, на речке Журавка (приток реки Бейсужёк Левый).

## История
Территория Выселковского района до 70-х годов XIX века была малонаселённой. Поселения черноморских казаков находились западней и юго-западней, линейных казаков — юго-восточней (см. Кубанские казаки). Желающие переселиться из густонаселенных станиц, то есть поехать на выселки, могли обратиться к областному руководству с просьбой о выделении земли.
В 1892 году на землях современной станицы образовался хутор Воровсколесский — выселок (выселка) станицы Воровсколесской Баталпашинского отдела Кубанской области (территория современного Ставропольского края). Воровсколесское станичное общество выдало переселенцам по 25 рублей на обустройство и 10 тысяч рублей на общественные нужды.
«… а имущества свои в Воровсколесской, ввиду воспрещения продажи их иногородним лицам, забрали от нас жители за баснословно дешевую цену, чрез что нам, Выселковцам, пришлось много лет переносить большие лишения….»
В 1903 году хутор Воровсколесский преобразован в станицу Выселки.
Весной 1910 года на противоположной от Выселок левой стороне речки Журавка (бассейн Левого Бейсужка) переселенцы из станицы Суворовской (также территория современного Ставропольского края, бассейн Кумы) основали хутор Новосуворовский, который в 1915 году был преобразован в станицу Новосуворовскую.
Население станицы Выселки быстро росло за счёт иногородних, которые вскоре составляли в ней большинство, в отличие от соседней Новосуворовской. Иногородние землёй не наделялись, они либо нанимались в батраки, либо арендовали землю у казаков, уплачивая по сорок рублей в сезон за десятину или соглашались «испелу» выращивать хлеб, отдавая половину урожая хозяину земли.
К 1920 году две станицы соединились сплошной застройкой и были объединены в единый населённый пункт.

## Население
| 1939    | 1959    | 1970    | 1979    | 1989    | 2002    | 2010    |
| ------- | ------- | ------- | ------- | ------- | ------- | ------- |
| 7993    | ↗14 455 | ↗14 960 | ↗15 985 | ↗17 683 | ↗18 507 | ↗19 426 |
| 2021    |         |         |         |         |         |         |
| ↗19 955 |         |         |         |         |         |         |

## Известные уроженцы
- Александр Николаевич Ткачёв — губернатор Краснодарского края (2001—2015), министр сельского хозяйства РФ (2015—2018).
- Заикин, Василий Александрович — Герой Советского Союза.
- Нагучев, Роман Юрьевич — спортивный комментатор.
- Сторожук, Александр Александрович — российский футболист, тренер.
- Черников, Александр Евгеньевич — российский футболист.
- Манелов, Ираклий Михайлович — российский футболист.
- Дангириев, Михаил Султанович — военнослужащий внутренних войск МВД РФ, старший сержант, Герой РФ (посмертно).

## Инфраструктура
Личное подсобное хозяйство с зоной сельскохозяйственного использования, индивидуальная застройка усадебного типа.

## Транспорт
Через станицу проходит железнодорожная линия «Тихорецкая — Краснодар-1».